# Санкт-Петербургское отделение Математического института имени В. А. Стеклова РАН
Санкт-Петербургское отделение Математического института им. В. А. Стеклова РАН (ПОМИ РАН) — математический институт в составе Российской академии наук.
Институт организован в апреле 1940 года как отделение Математического института им. В. А. Стеклова (МИАН), в связи с переездом основанного Владимиром Андреевичем Стекловым МИАН в Москву. До 1992 года институт именовался «Ленинградское отделение математического института имени В. А. Стеклова», известен как ЛОМИ. С 1995 года, несмотря на сохранённое, в силу исторических традиций слово «отделение» в своём названии, ПОМИ является самостоятельным институтом в составе Российской академии наук.
Первый директор ПОМИ РАН — советский, российский учёный, математик и физик-теоретик, академик Людвиг Дмитриевич Фаддеев.
Он возглавлял институт с 1976 по 2000 годы. Л. Д. Фаддеев также организовал в Санкт-Петербурге новый институт РАН, Международный математический институт им. Леонарда Эйлера (ММИ), который с 1996 года входит в состав ПОМИ на правах отдела.

## Основные научные направления
Фундаментальные поисковые исследования по теоретической математике и математическим моделям теоретической физики:
- математическая логика и теория алгоритмов
- алгебра
- теория чисел
- геометрия и топология
- математический анализ
- теория вероятностей и математическая статистика
- математические проблемы механики сплошных сред, квантовой физики, геофизики и сейсмологии.

Издаёт журналы «Записки научных семинаров ПОМИ» (до 1992 года  «Записки научных семинаров ЛОМИ»). В помещении института размещается редакция журнала Отделения математики РАН «Алгебра и анализ». За рубежом публикуются английские переводы обоих журналов.

## Директора
- Тартаковский, Владимир Абрамович (1940—1941)
- Марков, Андрей Андреевич (1942—1953)
- Еругин, Николай Павлович (1953—1957)
- Петрашень, Георгий Иванович (1957—1976)
- Фаддеев, Людвиг Дмитриевич (1976—2000)
- Ибрагимов, Ильдар Абдуллович (2000—2005)
- Кисляков, Сергей Витальевич (2006—2021)
- Всемирнов, Максим Александрович (с 2021)

В системе АН СССР должность директора называлась «заместитель директора Математического института имени В. А. Стеклова АН СССР по Ленинградскому отделению».

## Примечание
1. ↑  Единый Государственный Реестр Юридических Лиц, ЕГРЮЛ
2. 1 2  ПОМИ - об институте. www.imi.ras.ru. Дата обращения: 14 декабря 2017. Архивировано из оригинала 3 марта 2016 года.